# Дуб'є
Ду́б'є — село в Україні, у Заболотцівській сільській громаді Золочівського району Львівської області.

## Історія
У ІІ-му томі Географічного словника Королівства Польського (Варшава, 1881) подані такі відомості про Дуб'є:
|  | Дуб'є (пол. Dubie) — село Бродівського району, розміщене при бродівсько-золочівській урядовій дорозі, 15 км на південь від Бродів, 8 км на північ від Підгірців, 21 км на північ від Золочева, 11 км на північний схід від Олеська, 3 км на захід від Поникви; північний бік впирається у вододіл між морями Балтійським і Чорним, південний межує з рівниною, що тягнеться до Бродів. Перелік більших посілостей: ріллі орної 485, лук і городів 154, пасовиська 66, лісу 1010; менші посілості: ріллі орної 1025, лук і городів 348, пасовиська 170, лісу 11 моргів. Населення римо-католицького 108, греко-католицького 1012, ізраелітського 55: разом 1175. Належить до римо-католицької парафії в Поникві, греко-католицька парафія на місці і належить до Бродівського деканату. У селі є школа етатова і 1 учитель. Власник більшої посілості Маврикіій Дрдацький. |

12 червня 2020 року, відповідно до розпорядження Кабінету Міністрів України № 718-р «Про визначення адміністративних центрів та затвердження територій територіальних громад Львівської області», село увійшло до складу Заболотцівської сільської громади.
19 липня 2020 року, в результаті адміністративно-територіальної реформи та ліквідації Бродівського району, село увійшло до складу новоствореного Золочівського району.

## Населення

### Мова
Розподіл населення за рідною мовою за даними перепису 2001 року:
| Мова       | Кількість | Відсоток |
| ---------- | --------- | -------- |
| українська | 683       | 100%     |

## Релігія
У селі є дерев'яна церква Св. Івана Богослова, збудована в 1933 році за проектом архітектора Євгена Нагірного, поруч збудовано сучасний мурований храм.

## Соціальна сфера
Працює будинок культури, школа, бібліотека, 3 магазини і бар. У селі Дуб'є є 2 ставки: 1 приватний, інший сільський.

## Відомі люди

### Народилися
- Іщак Василь Євгенович (*1955) — радянський футболіст.
- Барабаш Орест Юліанович (1932—2011) — академік Української академії аграрних наук, доктор сільськогосподарських наук, професор, фахівець у галузі овочівництва.[6]

### Проживали
- Дуткевич Юліан (1857—1925) — греко-католицький священник, був парохом у селі в 1886—1921 роках.